# Woronkiw
Woronkiw (ukrainisch Вороньків; russisch Вороньков Woronkow) ist ein Dorf südöstlich der ukrainischen Hauptstadt Kiew mit etwa 4000 Einwohnern (2014).

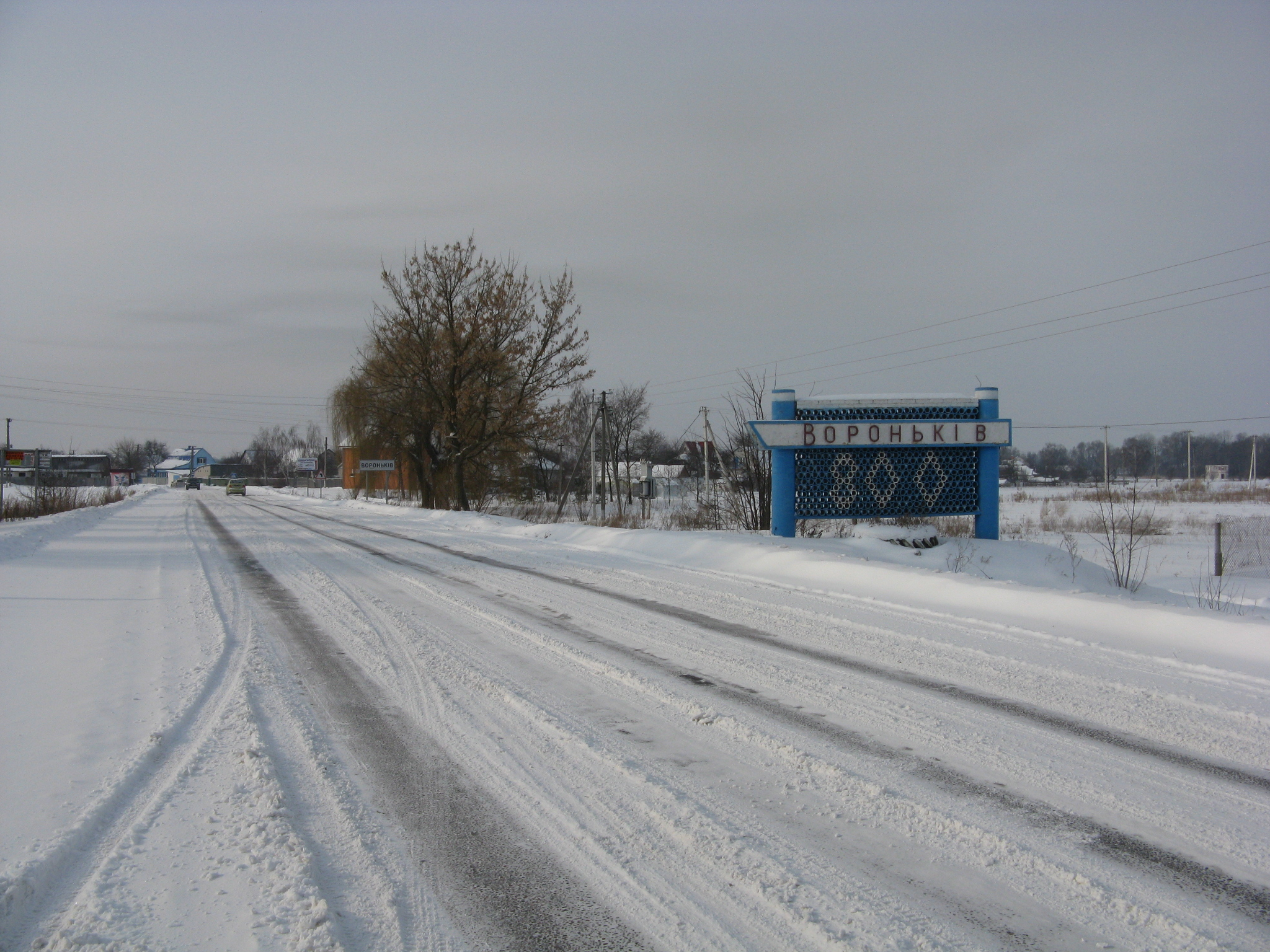
Ortseingang von Woronkiw

Das 1096 gegründete Dorf liegt im Rajon Boryspil etwa 50 km südöstlich des Stadtzentrums von Kiew sowie 16 km südlich vom Rajonzentrum Boryspil und bildet einen Teil der ans Dneprufer reichende Landgemeinde Woronkiw.

## Verwaltungsgliederung
Am 12. Juni 2020 wurde das Dorf zum Zentrum der neugegründeten Landgemeinde Woronkiw (Вороньківська сільська громада/Woronkiwska silska hromada). Zu dieser zählen auch die neun in der untenstehenden Tabelle aufgelisteten Dörfer, bis dahin bildete es zusammen mit dem Dorf Scherebjatyn die gleichnamige Landratsgemeinde Woronkiw (Вороньківська сільська рада/Woronkiwska silska rada) im Süden des Rajons Boryspil.
Folgende Orte sind neben dem Hauptort Woronkiw Teil der Gemeinde:
| Name                     | Name         | Name                            |
| ukrainisch transkribiert | ukrainisch   | russisch                        |
| ------------------------ | ------------ | ------------------------------- |
| Holowuriw                | Головурів    | Головуров (Golowurow)           |
| Kyjliw                   | Кийлів       | Кийлов (Kijlow)                 |
| Mali Jerkiwzi            | Малі Єрківці | Малые Ерковцы (Malyje Jerkowzy) |
| Myrne                    | Мирне        | Мирное (Mirnoje)                |
| Proziw                   | Проців       | Процев (Prozew)                 |
| Scherebjatyn             | Жереб'ятин   | Жеребятин (Scherebjatin)        |
| Soschnykiw               | Сошників     | Сошников (Soschnikow)           |
| Stare                    | Старе        | Старое (Staroje)                |
| Wassylky                 | Васильки     | Васильки (Wassilki)             |